# Liverpool Football Club 1981-1982
Questa voce raccoglie le informazioni riguardanti il Liverpool Football Club nelle competizioni ufficiali della stagione 1981-1982.

## Rosa
| N. |                        | Ruolo | Calciatore       |
| -- | ---------------------- | ----- | ---------------- |
|    | Zimbabwe (bandiera)    | P     | Bruce Grobbelaar |
|    | Inghilterra (bandiera) | P     | Steve Ogrizovic  |
|    | Inghilterra (bandiera) | D     | Phil Neal        |
|    | Scozia (bandiera)      | D     | Alan Hansen      |
|    | Inghilterra (bandiera) | D     | Phil Thompson    |
|    | Inghilterra (bandiera) | D     | Alan Kennedy     |
|    | Inghilterra (bandiera) | D     | Richard Money    |
|    | Irlanda (bandiera)     | D     | Mark Lawrenson   |
|    | Inghilterra (bandiera) | C     | Craig Johnston   |
|    | Inghilterra (bandiera) | C     | Sammy Lee        |
|    | Inghilterra (bandiera) | C     | Ray Kennedy      |

| N. |                        | Ruolo | Calciatore                |
| -- | ---------------------- | ----- | ------------------------- |
|    | Inghilterra (bandiera) | C     | Terry McDermott           |
|    | Galles (bandiera)      | C     | Kevin Sheedy              |
|    | Scozia (bandiera)      | C     | Graeme Souness (capitano) |
|    | Irlanda (bandiera)     | C     | Ronnie Whelan             |
|    | Scozia (bandiera)      | C     | Steve Nicol               |
|    | Inghilterra (bandiera) | A     | David Fairclough          |
|    | Scozia (bandiera)      | A     | Kenny Dalglish            |
|    | Inghilterra (bandiera) | A     | Howard Gayle              |
|    | Inghilterra (bandiera) | A     | David Johnson             |
|    | Galles (bandiera)      | A     | Ian Rush                  |

## Statistiche

### Statistiche dei giocatori
Fonte:
A completamento dei dati va conteggiato un autogol a favore dei reds in League Cup.
| Giocatore     | Fist Division | Fist Division | FA Cup   | FA Cup | League Cup | League Cup | Coppa dei Campioni + Coppa Intercontinentale | Coppa dei Campioni + Coppa Intercontinentale | Totale   | Totale |
| Giocatore     | Presenze      | Reti          | Presenze | Reti   | Presenze   | Reti       | Presenze                                     | Reti                                         | Presenze | Reti   |
| ------------- | ------------- | ------------- | -------- | ------ | ---------- | ---------- | -------------------------------------------- | -------------------------------------------- | -------- | ------ |
| K. Dalglish   | 42            | 13            | 3        | 1      | 10         | 5          | 6+1                                          | 2+0                                          | 62       | 21     |
| D. Fairclough | 0             | 0             | 0        | 0      | 0          | 0          | 0                                            | 0                                            | 0        | 0      |
| H. Gayle      | 0             | 0             | 0        | 0      | 0          | 0          | 0                                            | 0                                            | 0        | 0      |
| B. Grobbelaar | 42            | -32           | 3        | -2     | 10         | -5         | 6+1                                          | -6+-3                                        | 62       | -48    |
| A. Hansen     | 35            | 0             | 3        | 1      | 8          | 0          | 5+1                                          | 1+0                                          | 52       | 2      |
| D. Johnson    | 15            | 2             | 1        | 0      | 5          | 3          | 4+1                                          | 2+0                                          | 26       | 7      |
| C. Johnston   | 18            | 6             | 1        | 0      | 2          | 1          | 1+1                                          | 0                                            | 23       | 7      |
| A. Kennedy    | 34            | 3             | 3        | 0      | 6          | 0          | 4+0                                          | 0                                            | 47       | 3      |
| R. Kennedy    | 15            | 2             | 0        | 0      | 3          | 0          | 4+1                                          | 1+0                                          | 23       | 3      |
| M. Lawrenson  | 39            | 2             | 3        | 1      | 10         | 0          | 6+1                                          | 1+0                                          | 59       | 4      |
| S. Lee        | 35            | 3             | 2        | 0      | 6          | 0          | 5+1                                          | 1+0                                          | 49       | 4      |
| T. McDermott  | 29            | 14            | 3        | 0      | 10         | 3          | 5+1                                          | 2+0                                          | 48       | 19     |
| R. Money      | 0             | 0             | 0        | 0      | 0          | 0          | 0                                            | 0                                            | 0        | 0      |
| P. Neal       | 42            | 2             | 3        | 0      | 10         | 1          | 6+1                                          | 0                                            | 62       | 3      |
| S. Nicol      | 0             | 0             | 0        | 0      | 0          | 0          | 0                                            | 0                                            | 0        | 0      |
| S. Ogrizovic  | 0             | -0            | 0        | -0     | 0          | -0         | 0                                            | 0                                            | 0        | 0      |
| I. Rush       | 32            | 17            | 3        | 3      | 10         | 8          | 4+0                                          | 2+0                                          | 49       | 30     |
| K. Sheedy     | 2             | 0             | 0        | 0      | 2          | 2          | 0                                            | 0                                            | 4        | 2      |
| G. Souness    | 35            | 5             | 3        | 0      | 9          | 1          | 6+1                                          | 0                                            | 54       | 6      |
| P. Thompson   | 34            | 0             | 1        | 0      | 7          | 0          | 5+1                                          | 0                                            | 48       | 0      |
| R. Whelan     | 32            | 10            | 3        | 0      | 8          | 3          | 4+0                                          | 1+0                                          | 47       | 14     |